# Max Dentler
Max Dentler (* 22. Dezember 1841 in Wangen im Allgäu; † nach 1900) war ein deutscher Politiker (Zentrum).

## Leben
Dentler war Oberamtstierarzt und Ökonom in Wangen im Allgäu. 
Er war von 1895 bis 1900 für das Oberamt Wangen Mitglied in der Zweiten Kammer des württembergischen Landtags. Sein Vorgänger war sein Onkel Xaver Dentler.